# José Varacka
José Varacka (Buenos Aires, 27 mei 1932 – 22 oktober 2018) was een Argentijns voetballer en trainer. 
Varacka begon zijn profloopbaan in 1952 bij Independiente uit Avellaneda, een voorstad van Buenos Aires. Ondanks dat hij acht jaar voor de topclub speelde won hij er geen prijzen mee. In 1954 behoorde hij wel tot het elftal dat Real Madrid, waar onder andere Alfredo Di Stéfano en Miguel Muñoz speelden, een pak slaag gaf met 6-0. In 1960 maakte hij de overstap naar de andere topclub River Plate. Echter kon deze club ook geen prijzen pakken in de vijf jaar dat Varacka er speelde. In 1966 ging hij een seizoen spelen voor San Lorenzo en maakte dan de overstap naar het Chileense Colo-Colo. Zijn carrière beëindigde hij bij Miraflores uit Peru. 
Tussen 1956 en 1966 werd hij ook 28 maal opgeroepen voor het nationale elftal. Hij maakte deel uit van het team dat op het WK 1958 afging als een gieter. Acht jaar later werd hij opnieuw in de selectie voor het WK opgenomen, maar kwam niet aan spelen toe. 
Na zijn spelerscarrière werd hij trainer en trainde vele clubs. In 1981 redde hij Argentinos Juniors op de laatste speeldag van de degradatie. In 1977 en 1980 werd hij landskampioen in Colombia met Atlético Junior. Hij was ook assistent-trainer van Vladislao Cap op het WK 1974.